# Chelyosoma inaequale
Chelyosoma inaequale är en sjöpungsart som beskrevs av Vladimir V. Redikorzev 1913. Chelyosoma inaequale ingår i släktet Chelyosoma och familjen högermagade sjöpungar. Inga underarter finns listade i Catalogue of Life.